# She’s Leaving Home
A She’s Leaving Home az ötödik dal a The Beatles 1967-ben megjelent Sgt. Pepper’s Lonely Hearts Club Band című albumáról. A szerzői John Lennon és Paul McCartney voltak. Sem George Harrison, sem Ringo Starr nem vett részt a dal felvételében. A dal hangszeres hátterét teljes egészében egy vonószenekar adta elő, George Martin vezetésével.
A dal egy igaz történeten alapul. Melanie Coe 17 éves korában ugyanis elment otthonról, hogy a barátjával élhessen. Mivel a szülei nem tudták elérni lányukat, a rendőrséget is segítségül hívták Melanie megkeresésére. Coe-t tíz nappal később megtalálták barátja munkahelyén, egy benzinkútnál.

## Közreműködött
- Paul McCartney – ének
- John Lennon – vokál
- Mike Leander – vonósok elrendezése
- George Martin – karmester, producer
- Erich Gruenberg – hegedű
- Derek Jacobs – hegedű
- Trevor Williams – hegedű
- José Luis García – hegedű
- John Underwood – brácsa
- Stephen Shingles – brácsa
- Dennis Vigay – cselló
- Alan Dalziel – cselló
- Peter Halling – cselló
- Gordon Pearce – nagybőgő
- Sheila Bromberg – hárfa

## Külső hivatkozások
- Interjú Sheila Bromberg hárfaművésszel és Ringo Starral